# 富永年親
富永 年親（とみなが としちか、弘化4年〈1847年〉2月 ‐ 没年不詳）とは、明治時代の浮世絵師。

## 来歴
月岡芳年の門人。姓は富永、名は雄世。楓谷と号す。はじめ谷口藹山、原在照に絵を学んだ後に芳年の門人となった。同門の筒井年峯、小林年参、稲野年恒らと合作した教訓絵の作がある。明治20年（1887年）ごろ没したという。

## 作品
- 「錦絵修身談巻一　孝子の精誠能く猛獣を却く」　大判錦絵揃物の内　※明治16年、年峯校、年親画